# 楽焼白片身変茶碗

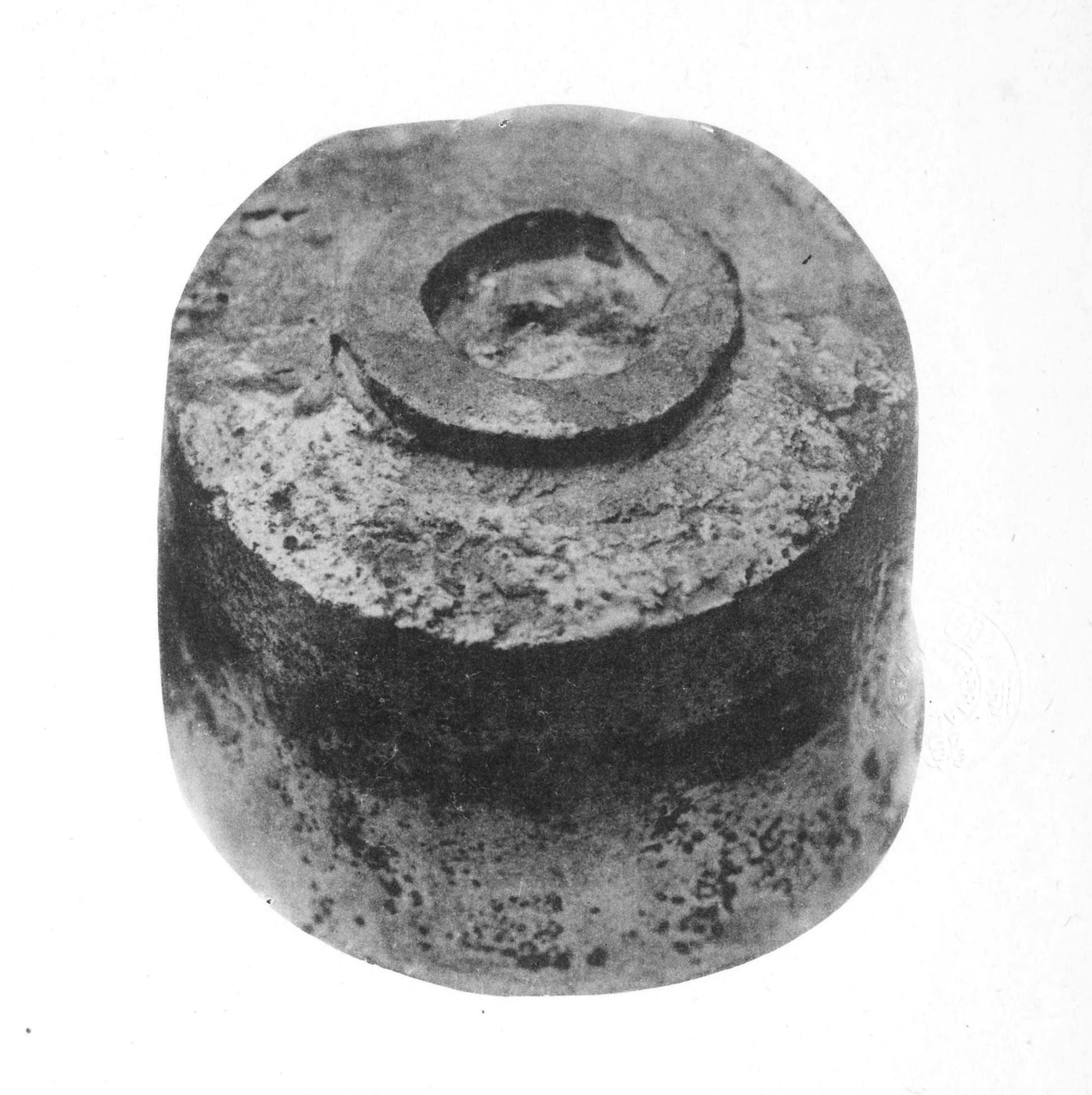
高台

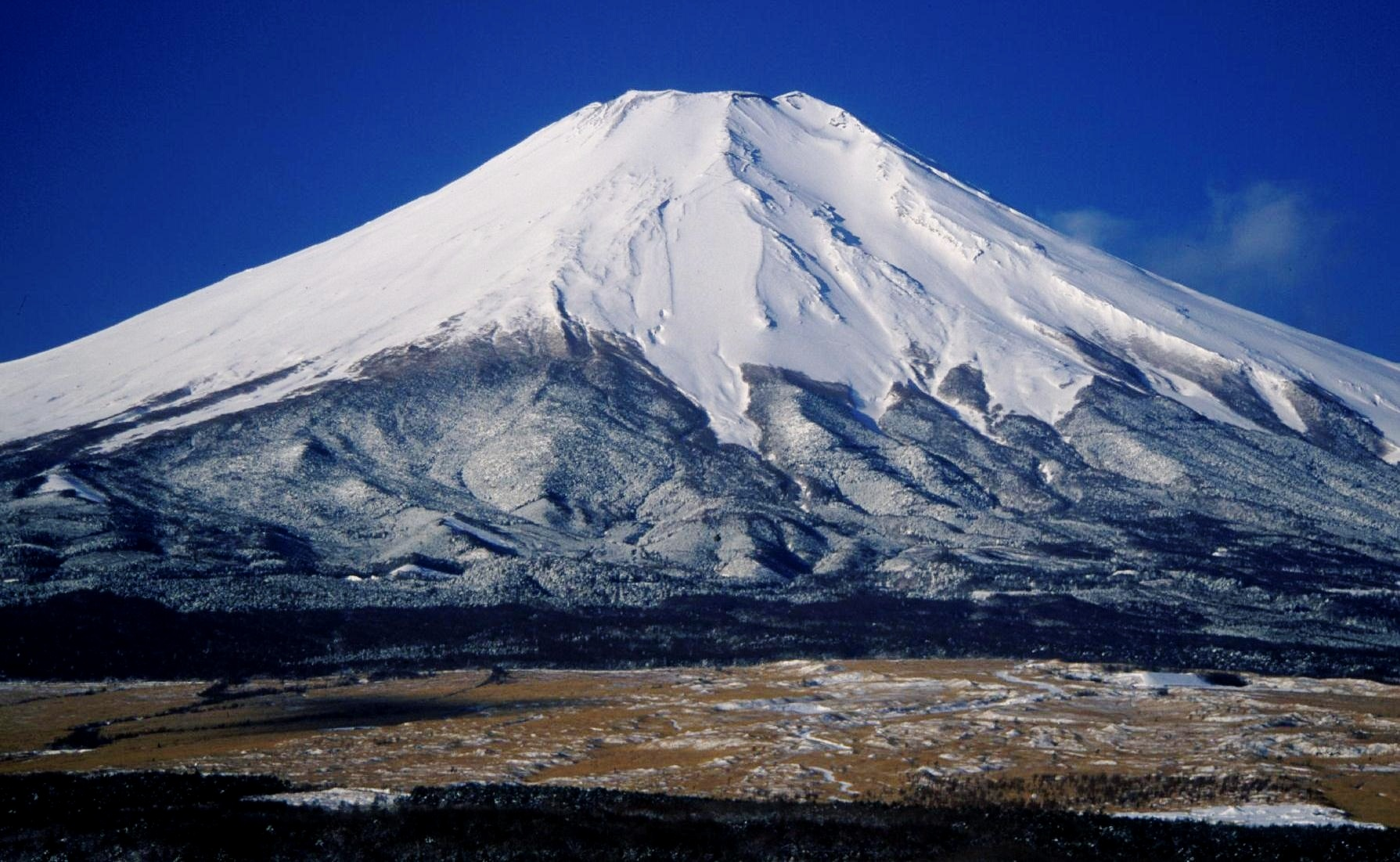
雪の掛かった富士山

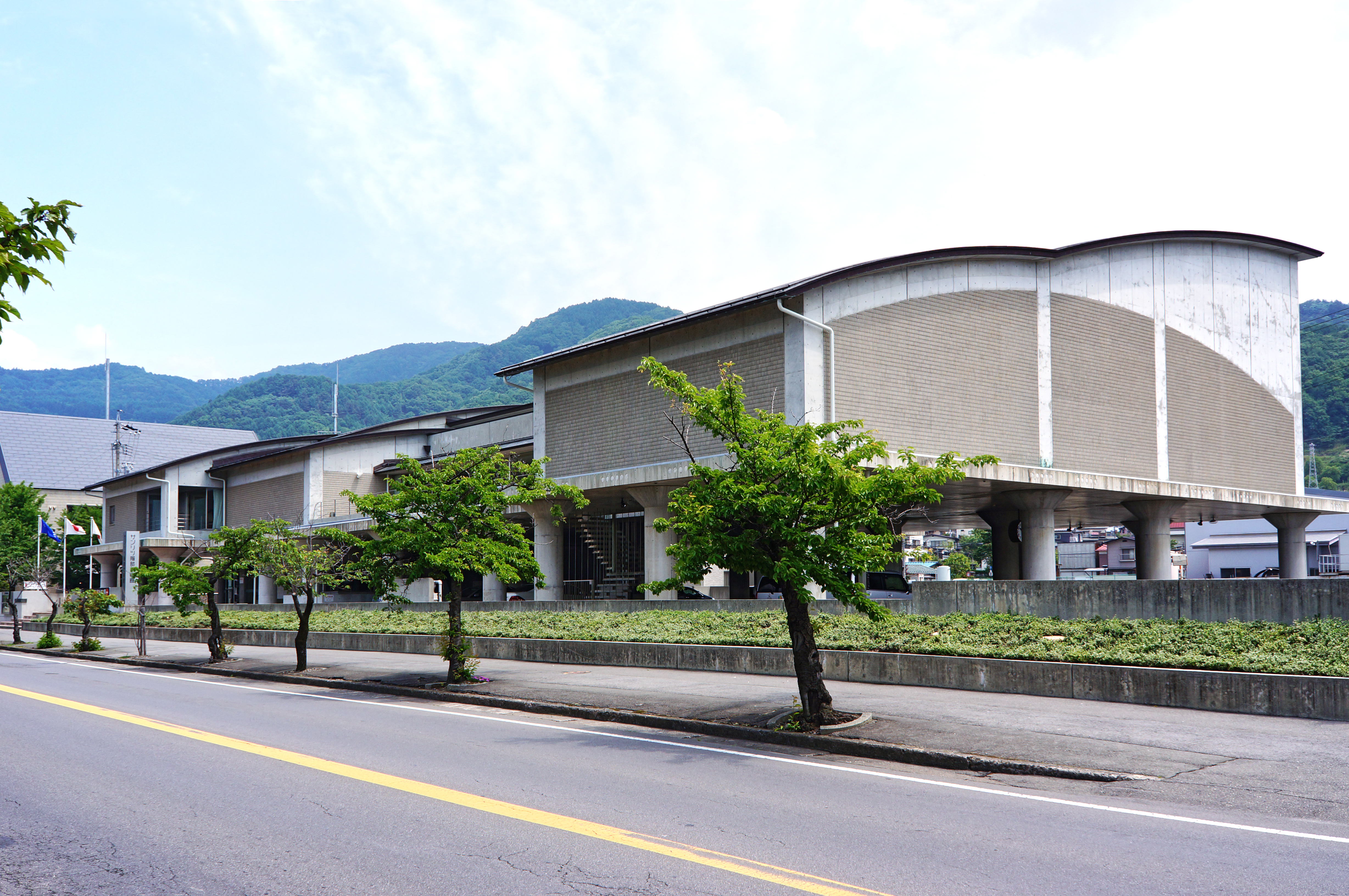
楽焼白片身変茶碗を収蔵するサンリツ服部美術館

楽焼白片身変茶碗（らくやきしろかたみがわりちゃわん）は、日本の国宝。楽焼の茶碗で、銘は不二山（ふじさん）。17世紀（江戸時代）、本阿弥光悦の作。別名に振袖茶碗（ふりそでちゃわん）がある。

## 作品
本作は楽焼の中でも白釉を用いた白楽（しろらく）と呼ばれるもので、年代は17世紀（江戸時代）、大きさは高さが8.9センチメートル、口径が11.6センチメートル、高台が5.5センチメートルである。素地は荒い砂が混じった白土で、始めに「手捏ね」（てづくね）で成形し、へらを使って側面を縦に削って整形。その後、透明性低火度の白釉を厚く掛けて焼成を行ったが、偶然にも窯の中で茶碗の下半分が内側・外側ともに炭化し、黒色（暗灰色）に変色した。内側の一部には鉛釉が変化を起こしたことによる銀化も見られる。
本作の制作者である本阿弥光悦は、刀剣の鑑定を本業とする傍ら陶芸にも秀で、彼の作る茶碗を欲しがる者も多くいたが、容易に作ることはしなかった。彼の作品は10点ほどが現存し、その中でも本作は一番の作と言われ名高い。光悦が娘を大阪に嫁がせた際、支度の代わりにと本作を精魂込めて制作した。持参する際、振袖に包んだことから振袖茶碗とも呼ばれており、その切れ端も現存している。
箱には「不二山 大虚菴」と記されている。大虚菴とは光悦の号で、『原色陶器大辞典』のように大虚庵と表記している文献もある。この箱書は光悦の自筆によるものであり、光悦の印（角黒印）が押されてある。制作者が自ら箱書をしたものを共箱（ともばこ）というが、これは日本の陶芸史上初の試みである。「不二山」という銘の由来については、その風情を雪の掛かった富士山に見立てたとする説（金森得水）、あるいはこれ以上ない出来映えを自慢したかったとする説（草間和楽）がある。
天保9年（1838年）の日付の譲り状が箱に貼付されており、比喜多権兵衛により高原治兵衛・井上源三郎を経て、姫路藩藩主・酒井忠学の手に渡り、以後近年まで酒井家に伝わった。1952年（昭和27年）11月22日付けで国宝に指定。和物の茶碗で国宝の指定を受けたものは他に志野茶碗 銘卯花墻があるのみである。現在は長野県諏訪市にあるサンリツ服部美術館に収蔵されている。同館では本作を白楽茶碗（しろらくちゃわん）とも称し、常設展示はせず、企画展にて展示を行っている。